# Broderipia rosea
Broderipia rosea is een slakkensoort uit de familie van de Trochidae. De wetenschappelijke naam van de soort is voor het eerst geldig gepubliceerd in 1834 door Broderip.